# Thionia fowleri
Thionia fowleri är en insektsart som beskrevs av Metcalf 1938. Thionia fowleri ingår i släktet Thionia och familjen sköldstritar. Inga underarter finns listade i Catalogue of Life.